# Tuba István
Tuba István (Jánk, 1921. július 22. – Jánkmajtis, 1991. november 21.) földműves, MÁV-alkalmazott, a Demokrata Néppárt országgyűlési képviselője.

## Élete

### Ifjúkora és tanulmányai
Az asztalos, kerékgyártó és földműves Tuba Gyula és Mátyás Mária gyermeke. Hárman voltak testvérek. Római katolikus vallásban nevelkedett. Az elemi iskolát Jánkon végezte el. Bár jó tanuló volt, de a család anyagi lehetőségei nem tették lehetővé a továbbtanulást. Csak évekkel később, 17 éves korában a helyi plébános, Szalados Sándor támogatásával kezdhetett hozzá magánúton a polgári iskola elvégzéséhez. A különbözeti vizsgákat letette, készülhetett az érettségire, de 1943 második felében behívták katonának. Az érettségi vizsgát végül 1949-ben tette le. A háborúból hazatérve a családi gazdaságban kezdett dolgozni. A földművelés mellett méhészkedett is, valamint részt vett a jánki takarékszövetkezet megalapításában.

### Közéleti pályafutása
1936 karácsonyán tagja lett a jánki KALOT szervezetnek, hamarosan meg is választották titkárnak. 1937 és '40 között részt vett az évenként megrendezett vezetőképző tanfolyamon. Egy évet az érdi népfőiskolán is tanult. KALOT-os tevékenységét a háború után is folytatta, amikor pedig a szervezetet feloszlatták, a jogutódjába lépő Katolikus Parasztifjúsági Szövetség szervezésében is részt vállalt. A közösségi élet aktív szervezője volt, de politikai szereplést csak 1947-ben vállalt. Akkor csatlakozott ugyanis a Demokrata Néppárthoz, és részt vett a Szabolcs-Szatmár megyei szervezésben. Az 1947. augusztus 31-i országgyűlési választásokon a megyei listáról bejutott az Országgyűlésbe.
A mai világban kimondani se nagyon merem: tényleg hittek az emberek felemelésében. Barankovicsék mindenütt keresték a tehetségeket, a jó szervezőket. Jánkmajtis már majdnem a világvége, mégis megtalálták édesapámat. Amikor megtudta, hogy bekerült a parlamentbe – annak ellenére, hogy sötét este volt – biciklire pattant és negyven kilométert tekert csak azért, hogy köszönetet mondjon, és megossza örömét Szalados atyával.

### A diktatúra idején
Mandátumának lejárta után visszavonult a politikától, mégis zaklatások érték, és fakitermelői munkára kényszerítették, így nem folytathatta önálló gazdálkodását. 1952 októberében pedig Sztálinvárosba küldték más "osztályidegen" személyekkel együtt a Vaskohászati Kemenceépítő Vállalathoz. Végül csoportvezetőnek is megválasztották, de mivel fél év múlva az üzem párttitkárával összeütközésbe került, el kellett hagynia a várost. Hazatérve egészen a családi gazdasággal foglalkozott.
Az 1956-os forradalom idején nem kapcsolódott be a politikai szervezkedésbe, szülei kérésére – feltehetően azért, hogy az eseményektől távolmaradjon – Gödöllőn tanuló húgát kellett felkeresnie. A hatóságok a szabadságharc leverése után mégis azt akarták rábizonyítani, hogy a DNP-t újraszervezni utazott Budapest felé. Tuba István "Máv-pecsétes menetlevele" bizonyította igazát, és nem állították bíróság elé, de 1957-ben harmadmagával bányászmunkára osztották be Rózsaszentmártonba. 1959-ben a tsz-ek szervezésének idején a jánki tanács máris hazahozatta. Bár akkor belépett a helyi szervezetbe, 1964-ben sikerült kilépnie, és pályamunkásként munkát talált a mátészalkai vasútnál.

### A rendszerváltás után
1989. szeptember 30-án újjáalakult a Kereszténydemokrata Néppárt. Az eseményekről értesülve immáron valóban azért utazott Budapestre, hogy a párt szervezési munkálataiban részt vehessen, és felvegye a kapcsolatot régi képviselőtársaival. Párttársai szerették volna elérni, hogy az 1990-es magyarországi országgyűlési választáson képviselő-jelöltként induljon, azonban egészségi állapota miatt ezt már nem merte vállalni. A KDNP megyei megszervezésében viszont sokat segített, munkájának is köszönhető, hogy a Szabolcs-Szatmár-Bereg megyei szervezet lett az egyik legerősebb megyei pártszervezet. Mint régi országgyűlési képviselő tagja lett a párt országos Intézőbizottságának, valamint megválasztották a megyei szervezet örökös díszelnökének. 1991-ben, halála előtt így összegezte a fordulatot: „Az Isten elégtételt adott a negyven év megaláztatásaiért".
Lánya, Győri József Bálintné Tuba Ágnes, Jánkmajtis jelenlegi polgármestere.